# Théâtre du Perchoir
Pour l’article homonyme, voir Perchoir.
Le Perchoir ou théâtre du Perchoir est une salle de spectacles parisienne située 43, rue du Faubourg-Montmartre (9e arr.), aujourd'hui disparue.

## Historique
Cabaret de chansonniers créé par Jean Bastia et Saint-Granier en novembre 1916, il alterne tours de chants et revues avec les célébrités de l'époque : Jean Deyrmon, Lucien Boyer, Gaston Gabaroche, Jean Vorcet, Mauricet, ainsi que les directeurs dans leurs propres créations. Après le départ de Saint-Granier en 1918, Bastia s'adjoint d'un habitué des lieux, le chansonnier Augustin Martini. À partir de 1924, le cabaret est dirigé par Clément Auroux, également directeur du cabaret "Le Coucou".
Le lieu s'ouvre aux vedettes de music-hall comme Musidora ou Marie Dubas, puis à partir des années 1920, aux opérettes légères. Rachetée en 1926 par Roger Ferréol, directeur des Deux-Ânes et du théâtre de Dix heures, la salle fait l'objet d'importants travaux en 1928 avant de rouvrir sous le nom de théâtre de la Caricature. La décoration, parodiant quelques-uns des tableaux les plus célèbres du Louvre, est assurée entre autres par Paul Colin, Noël-Noël,Henri-Paul Gassier et Charles Gir, Marcel Vertès réalisant quant à lui la fresque du foyer (1895-1961).
Le comédien Alex Mandrès, ancien directeur de Bobino, lui succède de 1931 à 1934. Ayant retrouvé son nom de Perchoir en 1935, la salle accueille entre autres, Raymond Souplex, Jane Sourza, Géo Charley, Cloé Vidiane, André Gabriello, etc. Elle est transformés en cinéma en 1940, puis devient Le New-Yorker dans les années 1970 avant de fermer définitivement ses portes.

## Répertoire
- 1916 : Bonjour, Coco !, revue de « M. Dragons de Villars »[13]
- 1917 : Laisse gueuler l'Ara!, revue de Jean Bastia et Saint-Granier[14]
- 1917 : Perchoir's Review (La Revue du Perchoir), revue de Jean Bastia et Saint-Granier[15]
- 1919 : French Spoken, revue de Jean Bastia[16]
- 1922 : L'École des chansonniers, revue de Jean Bastia et Paul Gordeaux
- 1922 : Paris la nuit, revue de Jean Bastia et Paul Gordeaux[17]
- 1923 : Cent Blagues, revue de Max Eddy et Henri Hallais[18]
- 1923 : Les Linottes, opérette en trois actes de Robert Dieudonné et Charles-Alexis Carpentier, musique d'Édouard Mathé
- 1923 : Myria ou l'Amoureuse incomplète, opérette en trois actes de René Nazelles, musique d'André Mauprey
- 1924 : Bébel et Quinquin, opérette bouffe en trois actes de Jean Bastia et Paul Cloquemin, musique d'Albert Chantrier[19]
- 1924 : Ah ! flûte !, opérette en un acte et deux tableaux de Léon Xanrof, musique de Camille Kufferath
- 1926 : Coco… caquette, revue de Jean Bastia, prologue d'Henri Wernert et Maurice Levêque[20]
- 1928 : Caricaturons, revue de René Dorin[21]
- 1928 : L'Œil en coulisse, opérette en trois actes de Georges Arnould et Charles Martinet, lyrics de Charles-Louis Pothier, musique d'Henri Berény
- 1931 : Les garçons sont pour les filles, opérette de Serge Varenne, musique de Willy Leardy[22]
- 1938 : Excusez-nous, revue de Géo Charley[23]
- 1939 : Chants pour champs, revue de Raymond Souplex[24]